# Reinout Scholten van Aschat
 (octobre 2018).
Si vous disposez d'ouvrages ou d'articles de référence ou si vous connaissez des sites web de qualité traitant du thème abordé ici, merci de compléter l'article en donnant les références utiles à sa vérifiabilité et en les liant à la section « Notes et références ».
Pour les articles homonymes, voir Scholten van Aschat.
Reinout Scholten van Aschat, né le 9 novembre 1989 aux Pays-Bas, est un acteur néerlandais.

## Vie privée
Il est le fils de l'acteur Gijs Scholten van Aschat.

## Filmographie
- 2007 : Timboektoe de Dave Schram[3]
- 2011 : The Heineken Kidnapping de Maarten Treurniet[4]
- 2012 : Bowy is inside de Aniëlle Webster : Bowy[5]
- 2013 : Brick de Viktor van der Valk : Jeffrey[6]
- 2014 : Onno De Onwetende de Viktor van der Valk : Broer[7]
- 2015 : Cosmos Laundromat de Mathieu Auvray : Victor[8]
- 2016 : Beyond Sleep de Boudewijn Koole : Alfred[9]
- 2017 : Rayon De Soleil de Philippe van der Loo[10]
- 2018 : Life Is Wonderful de Frans Weisz[11]